# 阿布里科
阿布里科（法語：Abricots，發音：[abʁiko] ⓘ）是海地格朗当斯省熱雷米區的市镇，总面积102.89平方千米，2015年人口37675。